# U-244
Unterseeboot 244 foi um submarino alemão do Tipo VIIC, pertencente a Kriegsmarine que atuou durante a Segunda Guerra Mundial.

## Comandantes
| Comandante                  | Data                                      |
| --------------------------- | ----------------------------------------- |
| Kptlt. Ruprecht Fischer     | 9 de outubro de 1943 - 9 de abril de 1945 |
| Oblt. Hans-Peter Mackeprang | 10 de abril de 1945 - 14 de maio de 1945  |

## Subordinação
Durante o seu tempo de serviço, esteve subordinado às seguintes flotilhas:
| Período                                     | Flotilha                                   |
| ------------------------------------------- | ------------------------------------------ |
| 9 de outubro de 1943 - 31 de julho de 1944  | 5. Unterseebootsflottille (treinamento)    |
| 1 de agosto de 1944 - 31 de outubro de 1944 | 9. Unterseebootsflottille (serviço ativo)  |
| 1 de novembro de 1944 - 8 de maio de 1945   | 11. Unterseebootsflottille (serviço ativo) |